# Gilad Atzmon
Gilad Atzmon (Ramat Gan, 1963) is een Britse saxofonist van Israëlische afkomst.

## Vroege leven
Atzmon werd geboren in een joods gezin in Tel Aviv en groeide op in Jeruzalem. Hij raakte voor het eerst geïnteresseerd in jazz toen hij in de jaren zeventig een aantal opnames tegenkwam in een Britse platenwinkel in Jeruzalem van Ronnie Scott en Tubby Hayes. Hij beschouwde Londen toen als het mekka van de jazz. Op 17-jarige leeftijd hoorde hij een radio-uitzending van een opname van  "With Strings" van Charlie Parker en werd daardoor overrompeld, zijn interesse in de bebop was geboren. Twee dagen later kocht hij een saxofoon.

## Muzikale carrière
Hij volgde een opleiding aan de Rubin Academy of Music in Jeruzalem. Tijdens de late jaren '80 en vroege jaren '90 was Atzmon een populaire sessiemuzikant en producer, die veel opnames maakte en optrad met Israëlische artiesten als Yehuda Poliker, Yardena Arazi, Si Himan, Meir Banai en Ofra Haza. Bovendien begon hij met het "Gilad Atzmon Quartet" en een groep genaamd "Spiel Acid Jazz Band" met mede-Israëlische jazzmuzikanten, hij trad regelmatig op op het Red Sea Jazz Festival.

## Instrumenten en stijl
Atzmons belangrijkste instrument is de altsaxofoon, maar hij speelt ook sopraan-, tenor- en baritonsaxofoons en klarinet, sol, zurna en fluit.
- Bibliothèque nationale de France: cb146152430 (data)
- Gemeinsame Normdatei: 12844844X
- International Standard Name Identifier: 0000 0001 1053 8822
- Library of Congress Control Number: no2002020689
- MusicBrainz: 5ac3b93a-2336-4072-8e46-28cfcbdb9eb7
- Nationale Bibliotheek van Tsjechië: xx0020607
- Nationale Bibliotheek van Israël: 987007257903005171
- Nederlandse Thesaurus van Auteursnamen: 292072813
- Système universitaire de documentation: 085265543
- Virtual International Authority File: 35508690
- WorldCat: E39PCjyTCT9V6493XFQKmCgf9C